# Cirebon
Cirebon ist eine Stadt mit Seehafen an der Nordküste der Insel Java, Indonesien ca. 300 km östlich von Jakarta mit über einer Drittel Million Einwohnern. Die Stadt liegt am Übergang zwischen Jawa Barat (der Region Sunda) und Jawa Tengah (Mitteljava) und hat Kultureinflüsse beider Regionen bewahrt. Landseitig wird sie ringsum vom Regierungsbezirk Cirebon umgeben.

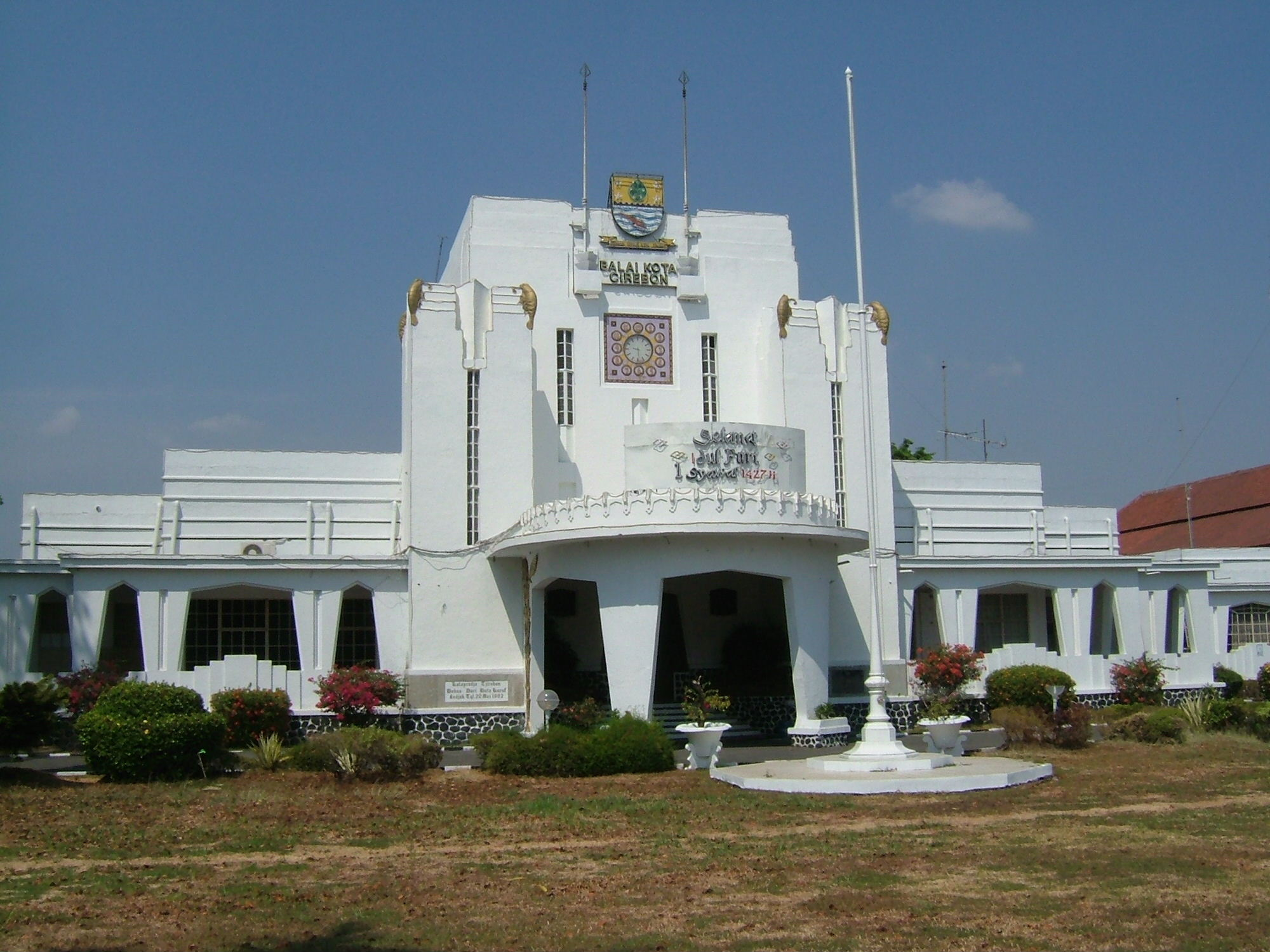
Balai kota (Rathaus)

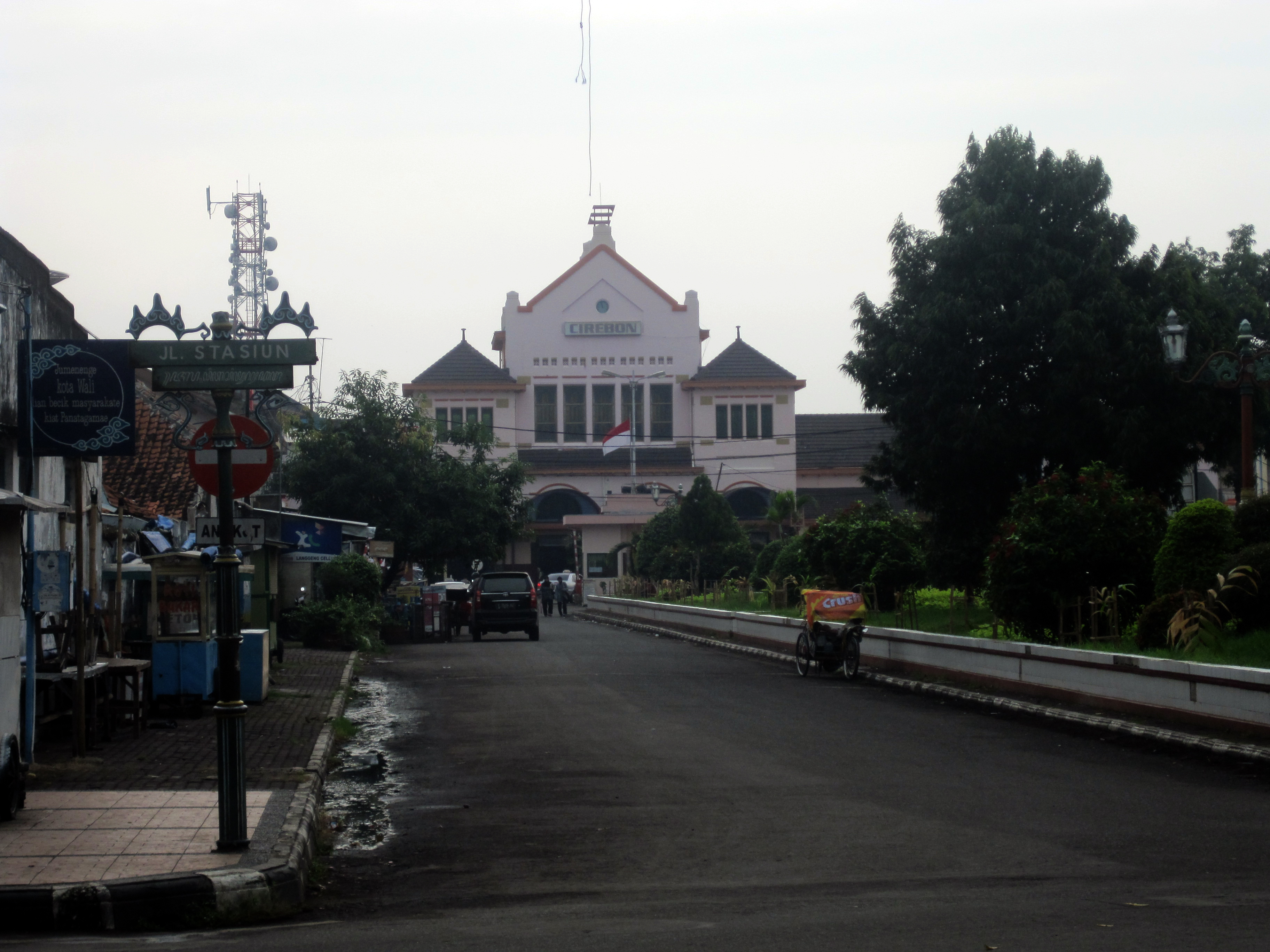
Bahnhof im Stadtzentrum

## Verwaltungsgliederung
Die verwaltungstechnisch einer Provinz gleichgestellte Stadt wird administrativ in fünf Distrikte (Kecamatan) unterteilt. Eine weitere Unterteilung erfolgt in 22 Kelurahan (Dörfer urbanen Charakters) mit 266 Rukun Warga (RW, Weiler) und 1.154 Rukun Tetangga (RT, Nachbarschaften).
| Code 1   | Kecamatan Distrikt | Ibu Kota Verwaltungssitz | Fläche (km²) | Einwohner Census 2010 2 | Volkszählung 2020 | Volkszählung 2020 | Volkszählung 2020 | Anzahl der Kelurahan 6 |
| Code 1   | Kecamatan Distrikt | Ibu Kota Verwaltungssitz | Fläche (km²) | Einwohner Census 2010 2 | Einwohner 3       | 0Dichte 40        | Sex Ratio 5       | Anzahl der Kelurahan 6 |
| -------- | ------------------ | ------------------------ | ------------ | ----------------------- | ----------------- | ----------------- | ----------------- | ---------------------- |
| 32.74.01 | Kejaksan           | Kesenden                 | 3,61         | 42.300                  | 45.966            | 12.732,96         | 98,69             | 4                      |
| 32.74.02 | Lemah Wungkuk      | Pegambiran               | 6,51         | 52.811                  | 57.503            | 8.833,03          | 101,72            | 4                      |
| 32.74.03 | Harjamukti         | Kalijaga                 | 17,62        | 102.158                 | 123.089           | 6.985,75          | 102,36            | 5                      |
| 32.74.04 | Pekalipan          | Pekalipan                | 1,56         | 28.927                  | 29.742            | 19.065,38         | 100,82            | 4                      |
| 32.74.05 | Kesambi            | Kesambi                  | 8,06         | 70.193                  | 77.003            | 9.553,72          | 99,02             | 5                      |
| 32.74    | Kota Cirebon       | Kejaksan                 | 37,358       | 296.389                 | 333.303           | 8.921,86          | 100,82            | 22                     |

## Demographie
Zur Volkszählung im September 2020 lebten in Kota Cirebon 333.303 Menschen, davon 165.970 Frauen (49,80 %) und 167.333 Männer (50,20 %). Gegenüber dem letzten Census (2010) sank der Frauenanteil um 0,6 Promille. 69,68 % (232.253) der Menschen gehörten 2020 zur erwerbsfähigen Bevölkerung; 24,26 % waren Kinder und 6,06 % im Rentenalter (ab 65 Jahren).
Ende 2021 waren 93,27 Prozent der Einwohner Muslime, Christen gab es 6,07 % (14.337 ev.-luth. / 6.519 röm.-kath.), 0,61 % Buddhisten sowie 0,03 % Hindus.
| Datum      | Fläche (km²) | Einwohner  | Einwohner    | Einwohner    | Bevölke- rungsdichte (Einw. je km²) | Sex Ratio (Männer pro 100 Frauen) |
| Datum      | Fläche (km²) | 00gesamt00 | 00männlich00 | 00weiblich00 | Bevölke- rungsdichte (Einw. je km²) | Sex Ratio (Männer pro 100 Frauen) |
| ---------- | ------------ | ---------- | ------------ | ------------ | ----------------------------------- | --------------------------------- |
| 31.12.2020 | 36,00        | 171.201    | 170.524      | 341.725      | 9.492,00                            | 100,40                            |
| 30.06.2021 | 37,36        | 170.240    | 169.367      | 339.607      | 9.090,12                            | 100,52                            |
| 31.12.2021 | 39,44        | 172.356    | 171.311      | 343.667      | 8.713,67                            | 100,61                            |

| Jahr      | 2013      | 2014      | 2015      | 2016      | 2017      | 2018      | 2019      | 2020      | 2021      |
| --------- | --------- | --------- | --------- | --------- | --------- | --------- | --------- | --------- | --------- |
| Einwohner | 2.050.235 | 2.055.780 | 2.057.343 | 2.072.599 | 2.100.299 | 2.162.576 | 2.189.785 | 2.296.999 | 2.365.048 |
| Dichte    | 8.101     | 8.519     | 8.534     | 8.694     | 8.786     | 9.036     | 9.111     | 9.181     | 9.199     |

Die Stadt ist Zentrum der überregionalen Region Ciayumajakuning, zu der auch noch die Regierungsbezirke Kuningan, Cirebon, Majalengka sowie Indramayu. Bezogen auf die Volkszählung von 2020 nimmt diese Region ca. 14,3 % der Provinz ein.

## Geschichte
Cirebon ist ein ehemaliger muslimischer Stadtstaat, im frühen 16. Jahrhundert von Sunan Gunungjati von Demak gegründet. 1681 geriet die Stadt unter die Herrschaft der Niederländischen Ostindien-Kompanie. Ab 1705 war sie niederländisches Protektorat und wurde gemeinschaftlich durch drei Sultane verwaltet. Seit dem 17. Jahrhundert wanderten Chinesen zu. Seit dem 20. Jahrhundert wird Cirebon auch Kota Udang (Garnelenstadt) genannt (→ Stadtwappen).

## Persönlichkeiten
- Affandi (1907–1990), indonesischer Maler
- Hans Stam (1919–1996), niederländischer Wasserballspieler
- Yogie Suardi Memet (1929–2007), Generalleutnant der Streitkräfte Indonesiens und Politiker

## Sehenswürdigkeiten
- Kraton Kespuhan, Sultanspalast der Herrscher des Hauses Sepuh mit kleinem Museum, ältester Teil von 1529
- Mesjid Agung, Moschee im javanischen Stil
- Kraton Kanoman, Palast der Sultane von Anom (1588)
- Kleteng Thiaw Kak Sie, chinesischer Tempel
- Balaikota, Rathaus aus der Vorkriegszeit
- Taman Sunyaragi, Vergnügungsschloss des Sultans aus Ziegel und Gips von 1852, 4 km südwestlich der Stadt
- Grab von Gunungjati 6 km nördlich der Stadt, Grab des Muslimkriegers Fatahillah (gestorben 1580), einer der neun muslimischen Heiligen von Java (wali songo).

## Kultur
- Schmelztiegel javanischer, sundanesischer und chinesischer Kultur
- Zentrum des wayang topeng, eines maskierten Tanzschauspiels

## Wirtschaft
- Zentrum der Batikindustrie
- Fischerei